# Radio Lider Uba
Rádio Lider Ubá é uma emissora de rádio brasileira, concessionada no município de Ubá, Minas Gerais. Opera no dial FM na frequência 93,7 MHz.
Recém-lançada, em 12 de janeiro de 2024, trata-se da mais nova concessão pertencente ao Grupo Lider de Comunicação, que tem como seu Diretor-Presidente, o jornalista e empresário Leandro Torres. Sua programação está voltada ao entretenimento e contempla vários gêneros musicais, sendo principalmente, Sertanejo, Pop, Dance e Pagode.

## História
A Rádio Lider FM Ubá foi ao ar em 12 de janeiro de 2024 e possui sede em Ubá, MG, município com população estimada em 103.365 (IBGE/2022), localizado na região da Zona da Mata Mineira. Sua concessão pertence ao Grupo Lider de Comunicações, que conta com outras 7 (sete) emissoras, com diferentes nomes, situadas no estado de Minas Gerais.
A emissora possui formato comercial e é voltada ao entretenimento. Sua programação musical é direcionada ao público jovem/adulto (15 a 50 anos), seguindo predominantemente as vertentes Popular/Hits.
Para a montagem dos estúdios da Lider FM Ubá, foram adquiridos equipamentos de última geração, proporcionando uma infraestrutura moderna e com recursos totalmente automatizados, o que garante uma transmissão de alta qualidade. A programação também pode ser encontrada no formato web rádio, através do sitio radiolider.com.br, sendo que possui planos para que seja transmitida também em formato audiovisual, ou seja, por vídeo.
As instalações da emissora estão situadas no Shopping Jardim, localizado no centro de Ubá, MG. Sua cobertura, via radiodifusão, abrange toda a região da Zona da Mata Mineira e, através da web rádio, pode ser acessada em todo território nacional e internacional.